# Clàssica de Sant Sebastià 1996
La Clàssica de Sant Sebastià 1996, 16a edició de la Clàssica de Sant Sebastià, és una cursa ciclista que es va disputar el 10 d'agost de 1996 sobre un recorregut de 234 km. La cursa formà part de la Copa del món de ciclisme
Van prendre la sortida 193 corredors, dels quals 180 finalitzaren la cursa.
El vencedor final fou l'alemany Udo Bölts, de l'equip Team Deutsche Telekom, que s'imposà a l'esprint als seus comapnys d'escapada. Els italians Stefano Cattai (Roslotto-ZG Mobili) i Massimo Podenzana (Carrera-Longoni Sport) finalitzaren segon i tercer respectivament.

## Classificació general
|    | Ciclista             | Equip                       | Temps      |
| -- | -------------------- | --------------------------- | ---------- |
| 1  | Udo Bölts            | Team Deutsche Telekom       | 5h 45' 55" |
| 2  | Stefano Cattai       | Roslotto-ZG Mobili          | m. t.      |
| 3  | Massimo Podenzana    | Carrera-Longoni             | m. t.      |
| 4  | Richard Virenque     | Festina-Lotus               | m. t.      |
| 5  | Marco Fincato        | Roslotto-ZG Mobili          | m. t.      |
| 6  | Alberto Elli         | MG Maglificio-Technogym     | m. t.      |
| 7  | Fabio Baldato        | MG Maglificio-Technogym     | + 1' 01"   |
| 8  | Andrea Ferrigato     | Roslotto-ZG Mobili          | m. t.      |
| 9  | Francesco Casagrande | Saeco-AS Juvenes San Marino | m. t.      |
| 10 | Laurent Jalabert     | ONCE                        | m. t.      |